# ولایت داش‌اغوز
داش‌اُغوز (به ترکمنی: Daşoguz welaýaty، داش اوغوُز ولایاتیٛ)(نام پیشین: داش‌حوض) یکی از ولایت‌های ترکمنستان است.
مرکز این ولایت، شهر داش‌اغوز که تا پیش از تشکیل جماهیر شوروی ازبکستان و ترکمنستان در سال ۱۹۲۵، قسمتی از سرزمین خوارزم (خانات خیوه) بود.
این ولایت، هشت شهرستان و یک شهر دارد.
نام مرکز ولایت‌های برخی شهرستان‌ها از سال ۱۹۹۵ تغییر کرده‌است.

## شهرستان‌ها و شهرهای هم‌درجه‌ی شهرستان
شهر:
- داش‌اغوز

شهرستانها: (نام‌های پیشین درون کمانه آمده است)
- شهرستان آق‌تپه
- شهرستان بولدوم‌ساز
- شهرستان روح‌بلند
- شهرستان کوراوغلو (تخته)
- شهرستان کهنه‌گرگانج
- شهرستان شاه‌آباد (شابات)(صفرمراد نیازف، داش‌حوض/داش‌اغوز)
- شهرستان صفرمراد ترکمن‌باشی